# Coiano
Coiano (früher Cojano geschrieben) ist ein Ortsteil (Fraktion, italienisch frazione) von Castelfiorentino in der Metropolitanstadt Florenz, Region Toskana in Italien.

## Geografie
Er liegt 4,5 km westlich des Hauptortes Castelfiorentino und 32 km westlich der Provinz- und Regionalhauptstadt Florenz an der Via Francigena. Der Ort liegt nahe der Grenze zu Montaione und San Miniato zwischen dem Egola- und Elsatal bei 182 Höhenmetern.

## Geschichte
Erstmals dokumentiert wurde der Ort als Sce Peter Currant von Sigerich der Ernste auf seinem Weg von Rom nach Canterbury im Jahre 994. Ab dem 13. Jahrhundert gehörte es zu den 36 befestigten Anlagen, die zu San Miniato gehörten. 1369 wurde der Ort von Florenz eingenommen.

## Sehenswürdigkeiten

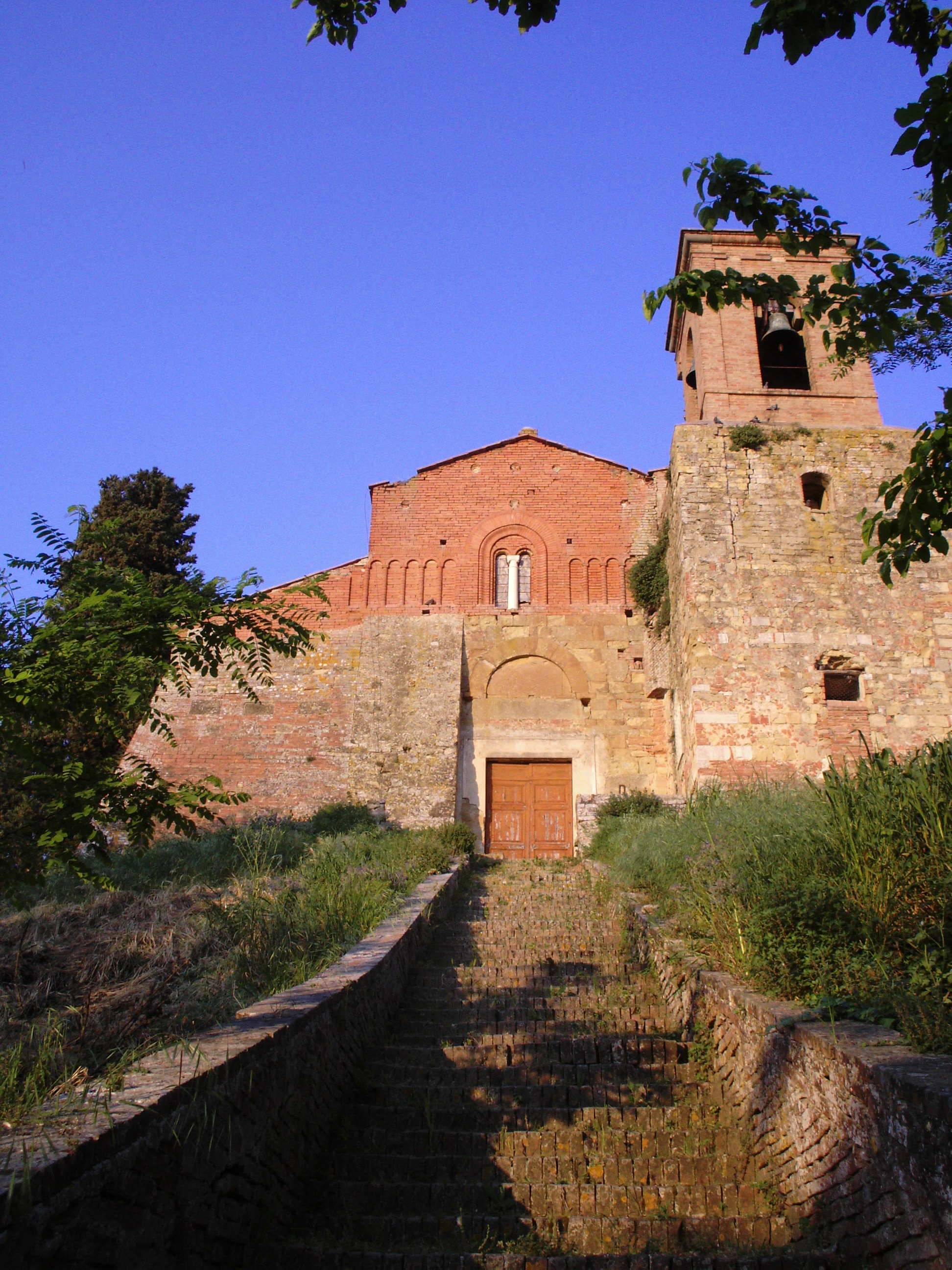
Die Pieve Pieve dei Santi Pietro e Paolo a Coiano (2007)

- Castello di Coiano, Schloss, welches schon von den Familien der Albizzi, Pucci, Venturi und Masetti bewohnt wurde.
- Pieve dei Santi Pietro e Paolo a Coiano, romanische Pieve, deren Taufbecken und Seitenaltar um das Jahr 1600 im barocken Stil entstanden.[2] Die Kirche wird erstmals 1029 schriftlich erwähnt und gehört zum Bistum Volterra.